# Jorge Pacheco (ultra-trail)
Pour les articles homonymes, voir Pacheco.
Ne doit pas être confondu avec Jorge Pacheco.
Jorge Pacheco est un athlète mexicain né en 1967. Spécialiste de l'ultra-trail, il détient le record de victoires sur l'Angeles Crest 100 Mile Endurance Run, qu'il a gagnée par quatre fois, en 2001, 2003, 2004 et 2010, mais aussi sur la Leona Divide 50 Mile, qu'il a remportée en 2003, 2006, 2007, 2008 et 2015. Il a aussi fini premier de la Javelina Jundred en 2007 et de l'ultramarathon de Badwater en 2008.

## Résultats
| no  | masculin           | Course                               | Longueur | Départ            | Temps            |
| --- | ------------------ | ------------------------------------ | -------- | ----------------- | ---------------- |
| 1er | Médaille d'or      | Angeles Crest 100 Mile Endurance Run | 100 mi   | 29 septembre 2001 | 19 h 05 min 06 s |
| 2e  | Médaille d'argent  | Leona Divide                         | 50 mi    | 20 avril 2002     | 6 h 56 min 19 s  |
| 1er | Médaille d'or      | Leona Divide                         | 50 mi    | 26 avril 2003     | 6 h 48 min 15 s  |
| 2e  | Médaille d'argent  | Western States Endurance Run         | 100 mi   | 28 juin 2003      | 17 h 17 min 46 s |
| 1er | Médaille d'or      | Angeles Crest 100 Mile Endurance Run | 100 mi   | 27 septembre 2003 | 18 h 52 min 04 s |
| 1er | Médaille d'or      | Angeles Crest 100 Mile Endurance Run | 100 mi   | 18 septembre 2004 | 19 h 10 min 47 s |
| 3e  | Médaille de bronze | Way Too Cool 50K Endurance Run       | 50 km    | 12 mars 2005      | 3 h 53 min 21 s  |
| 1er | Médaille d'or      | Leona Divide                         | 50 mi    | 22 avril 2006     | 6 h 34 min 51 s  |
| 1er | Médaille d'or      | Leona Divide                         | 50 mi    | 21 avril 2007     | 6 h 58 min 04 s  |
| 1er | Médaille d'or      | Javelina Jundred                     | 100 mi   | 28 octobre 2007   | 15 h 49 min 03 s |
| 1er | Médaille d'or      | Leona Divide                         | 50 mi    | 19 avril 2008     | 6 h 29 min 15 s  |
| 1er | Médaille d'or      | Ultramarathon de Badwater            | 135 mi   | 14 juillet 2008   | 23 h 20 min 16 s |
| 2e  | Médaille d'argent  | Javelina Jundred                     | 100 km   | 31 octobre 2009   | 9 h 41 min 45 s  |
| 2e  | Médaille d'argent  | Leona Divide                         | 50 mi    | 17 avril 2010     | 6 h 40 min 06 s  |
| 1er | Médaille d'or      | Angeles Crest 100 Mile Endurance Run | 100 mi   | 28 août 2010      | 19 h 20 min 50 s |
| 2e  | Médaille d'argent  | Leona Divide                         | 50 mi    | 30 avril 2011     | 6 h 32 min 14 s  |
| 2e  | Médaille d'argent  | Angeles Crest 100 Mile Endurance Run | 100 mi   | 21 juillet 2012   | 21 h 12 min 13 s |
| 1er | Médaille d'or      | Leona Divide                         | 50 mi    | 25 avril 2015     | 7 h 36 min 19 s  |
| 2e  | Médaille d'argent  | Leona Divide                         | 50 mi    | 16 avril 2016     | 7 h 15 min 16 s  |